# Bagneux-la-Fosse
 Bagneux-la-Fosse  es una población y comuna francesa, en la región de Champaña-Ardenas, departamento de Aube, en el distrito de Troyes y cantón de Les Riceys.

## Demografía
| 274 | 241 | 283 | 239 | 217 | 199 |
| Para los censos de 1962 a 1999 la población legal corresponde a la población sin duplicidades (Fuente: INSEE [Consultar]) |     |     |     |     |     |